# Чон-Талаа
Чон-Талаа (кирг. Чоң-Талаа) — село в Баткенском районе Баткенской области Кыргызстана. Входит в состав айылного аймака Торт-Гуль. Основано в 1972 году.
По данным переписи населения 2009 года в селе проживают 744 человека.
Является пограничным населённым пунктом, находящимся в непосредственной близости с посёлком Лаккон Республики Таджикистан.
Чон-Талаа находится в сейсмоопасной зоне, в частности 20 июля 2011 года село попало зону, так называемого Канского землетрясения.
В 1990-е годы село стало очагом распространения малярии, вначале ставшего следствием появления вынужденных переселенцев с юга Таджикистана, а впоследствии — из-за малярийных комаров.
В селе работает завод по производству виноградного сока.